# Popieriecznyj (obwód wołgogradzki)
Popieriecznyj (ros. Поперечный) – osiedle w Rosji, w obwodzie wołgogradzkim, w rejonie kotielnikowskim. W 2021 liczyło 561 mieszkańców.